# لابرائوندا
لابرائوندا (به یونانی:Λάβραυνδα ؛ لاتین: Labraunda) یک محوطهٔ مذهبی در کاریه باستان در استان موغله ترکیه امروزی است. لابرائوندا در حقیقت، مجموعه بنای مذهبی بود که به پرستش خدای زئوس لابرائوندایی اختصاص یافته بود. خدایی که برای اهالی کاریه و میسیه مقدس بود. لابرائوندا در قرن چهارم ق.م. و همزمان با دورهٔ هخامنشی، مورد استفاده ساتراپهای خاندان هکاتومنی بود و پس از آن متروک شد.